# Peanutbutter Power Game
De Peanutbutter Power Game is een computerspel in het platform-genre voor de Commodore Amiga, ontwikkeld door het Nederlandse Team Hoi in 1992. De game werd in opdracht op maat gemaakt voor een Calvé Pindakaas televisiecommercial.

## Eerste Nederlandse reclamespel
De Peanutbutter Power Game was het eerste Nederlandse computerspel dat speciaal voor reclame-doeleinden werd vervaardigd, met als uitgangspunt een televisie-commercial waarin het spel centraal stond. Team Hoi creëerde de game in 1992.
Er waren verschillende partijen betrokken bij de Peanutbutter Power Game indertijd, in 1992:
- Calvé / Unilever was de opdrachtgever.
- Calvé had als reclamebureau Ogilvy & Mather ingeschakeld. Eén van de twee betrokken artdirectors van Ogilvy & Mather was Harold Hamersma, later bekend van de Grote Hamersma wijngids.
- Ogilvy & Mather benaderde het Amsterdamse agentschap Top Drawers: Marc van de Graaf, Ronald Bijlsma en Gerard Stein.
- Top Drawers zocht naar een game development team dat het complete game-project kon realiseren. Nederlandse game developers waren in 1992 zeer schaars, en Team Hoi was indertijd één van de weinige game development teams in Nederland. Metin Seven van Team Hoi werkte toen voor de Amsterdamse animatiestudio Comic House, onder leiding van Hans Buying, die een bekende was van Top Drawers.
- Zo kwam het project bij Team Hoi terecht.

Metin Seven ontwierp de game en vervaardigde de graphics. Reinier van Vliet codeerde de game, en Ramon Braumuller verzorgde de muziek en sound effects.
De campagne bestond uit twee delen:
- De game werd gespeeld door twee kindacteurs in een extra lange tv-commercial.
- De game werd in het Telekids kindermatinee gespeeld door kinderen in de studio.

## Lieke van Lexmond
Het live-gedeelte van de tv-commercial werd in een Amsterdamse studio opgenomen, waarbij een jongen en meisje de Peanutbutter Power Game zittend voor een televisietoestel speelden. Het meisje werd gespeeld door de actrice Lieke van Lexmond, die met de commercial haar televisiedebuut maakte. De live-beelden werden in de commercial afgewisseld met beelden van de game. Metin en Reinier waren aanwezig in de studio, om de game met een Amiga op te starten en te spelen voor de commercial-opnamen. De commercial had een voor die tijd ongebruikelijk lange duur van 75 seconden (circa drie maal zo lang als een reguliere commercial).

## Telekids
Doordat de Peanutbutter Power Game echt speelbaar was, kon deze worden ingezet voor verdere promotie-activiteiten. De game werd door kinderen gespeeld in het populaire RTL-televisieprogramma Telekids – gepresenteerd door Irene Moors – waarbij de spelers hun lengte in opeengestapelde potten pindakaas konden winnen. Ook hier waren Metin en Reinier aanwezig, om de game voor de kinderen op te starten vanuit de Amiga-Assembler waar de game in was geprogrammeerd.
Later raakte de broncode kwijt door een backup-ongeluk, waardoor het spel alleen nog werkend te zien is in tv-beelden van de Calvé pindakaas-commercial en Telekids.

## Nederlandse gamescanon
In de late jaren 2010 werd de Peanutbutter Power Game opgenomen in de Nederlandse gamescanon, als de eerste Nederlandse advergame.

## Platforms
| Jaar | Platform |
| ---- | -------- |
| 1992 | Amiga    |